# Тинглонг Даи
Тинглонг Даи је професор операционог менаџмента и пословне аналитике у пословној школи Carey која припада Универзитету Johns Hopkins, стручњак је у областима здравствене аналитике,  управљања глобалним ланцем снабдевања , интерфејса између маркетинга и операционог менаџмента и интеракција између људи и робота. У Својим истраживањама првенствено испитује здравље екосистема користећи аналитички приступ, фокусирајући се на питања понашања, подстицаја и политике у оквиру операционог менаџмента здравствене заштите.
У највећој мери је радио на анализи и пројектовању ланаца набавке вакцина, укључујући и уговарање вакцине против грипа, вакцинацију против вируса Covid-19, и на производњи наредне генерације вакцина. Сматра се једним од најистакнутијих експерата у области дистрибуције вакцина.

## Каријера
Тинглонг Даи је стекао звање инжењера   у области аутоматизације на Универзитету Tongji 2004. године,  постдипломске студије у области индустријског инжењерства завршио је на Универзитету науке и технологије у Хонг Конгу 2006. године, док је 2013. године стекао  звање доктора наука у области операционог менаџмента и роботике на Универзитету Carnegie Mellon, под менторством Шридара Тајура и Катје Сикаре. 
Придружио се факултету Johns Hopkins 2013. године као доцент у пословној школи Carey , на којем је 2018. године унапређен за ванредног професора, а 2021. године је добио звање редовног професора. Пословно образовни  интернет страницу Poets & Quants прогласио га је једним од 40 најбољих професора на свету у области пословања  који имају мање од 40 година. Два пута је освојио награду... Захваљујући мултидисциплинарна истраживања о доношењу  одлука у области медицине два пута је освојио Johns Hopkins награду за открића, први пут  2015. године, а затим и 2020. године.
Даи је један од оснивача медицинске школе Џон Хопкинс при истоименом Универзитету. Део је лидерског тима на нивоу ниверзитета Johns Hopkins за здравствену иницијативу (енгл. Hopkins Business of Health Initiative) и извршног одбора Института за науку и инжењеринг великих скупова података (енг. Institute for Data Intensive Engineering and Science).
Радио је у редакцији часописа Manufacturing & Service Operations Management, Production and Operations Management, Naval Research Logistics и Health Care Management Science.

## Научни рад
Познат је по раду на питањима понашања, подстицаја и политике у управљању активностима које спроводе установе које пружају здравствене услуге. Његов рад се примењује у различитим подручјима, а посебно се истиче у ланцима снабдевања вакцина, вакцинацији, донацији и трансплатацији органа, дијагностичком одлучивању и укључивању вештачке интелигенције у пружање здравствене заштите. Његова истраживања се појављују у водећим научним часописима, укључујући Management Science, Manufacturing & Service Operations Management, Marketing Science и Operations Research. Освојио је прво место на такмичењу за најбољи научни рад у области операционог менаџмента здравствене заштите које је одржао колеџ за операциони менаџмент здравствене заштите Production and Operations Management Society-ја, у  INFORMS такмичењу за најбољи научни рад у области операционих истраживања државног сектора и INFORMS Pierskalla Award за најбољи научни рад у здравственој заштити, као и друге награде за најбоље научне радове.
Током пандемије Covid-19, Даи је опширно писао и држао говоре о важности и средствима побољшања отпорности и транспарентности личне заштитне опреме у Америци и снабдевању истих. Цитирајући чланак у часопису Fortune Magazine из 2021. године „Даи се истрајно залагао да учини ланце снабдевања транспарентнијим него што већ јесу.“
Што се тиче повезаности између маркетинга и операционог менаџмента, Даијев рад је међу првима представио ограничења у логистици компензационих продајних снага кроз серију студија о вези између ослобађања ризика услед осигурања и проблема пословних односа између власника и менаџера компаније.
У сарадњи са Шридаром Тајуром је уредио приручник о здравственој аналитици под називом Handbook of Healthcare Analytics: Theoretical Minimum for Conducting 21st Century Research on Healthcare Operations, који је објавила издавачка кућа John Wiley & Sons 2018. године.

## Појављивање у медијима
Цитирали су га стотинама пута у популарним медијима попут Associated Press, Bloomberg News, CNN, Fortune, The New York Times, NPR, USA Today, The Wall Street Journal, и The Washington Post, такође се појављивао на домаћим и иностраним ТВ програмима попут CNBC, PBS NewsHour, и Sky News. У 2021. години  интернет страница Poets & Quants прогласио га је једним од 40 најбољих професора на свету у области пословања  који имају мање од 40 година.